# Matthew Marsden
Pour les articles homonymes, voir Marsden.
Matthew David Marsden est un acteur britannique né le 3 mars 1973 à Walsall, Midlands de l'Ouest. Il a été membre du National Youth Theater et a passé par la suite une licence de théâtre à l'université du Middlesex. Il a tenu son premier rôle en Angleterre dans la série Emmerdale puis dans Island.
Décidé à s'établir aux États-Unis pour y faire carrière dans le cinéma et la chanson, il a obtenu très vite un rôle dans La Chute du faucon noir de Ridley Scott et dans le téléfilm épique produit par une chaîne câblée, Helen of Troy.
Il a été la guest star de séries comme NCIS : Enquêtes spéciales, Les Experts : Miami, ou Emily's Reasons Why Not et a joué dans le téléfilm The Legacy.

## Filmographie

### Cinéma
- 1993 : Young Americans : Mayfair Party
- 1997 : Les Sœurs Soleil : Lawrence
- 2000 : Coup pour coup (Shiner) de John Irvin : Eddie 'Golden Boy' Simpson
- 2001 : La Chute du faucon noir (Black Hawk Down) de Ridley Scott: Sizemore
- 2004 : Anacondas : À la poursuite de l'orchidée de sang (Anacondas: The Hunt for the Blood Orchid) : Jack Byron
- 2005 : Tamara : Bill Natolly
- 2006 : DOA: Dead or Alive : Max
- 2007 : Resident Evil: Extinction : Capitaine Alexandre Slater
- 2007 : Transformers de Michael Bay : Un des membres de l'equipage de Witwicky
- 2008 : John Rambo de Sylvester Stallone : L'écolier
- 2009 : Transformers 2 : la Revanche de Michael Bay : Graham
- 2011 : Atlas Shrugged: Part I : James Taggart
- 2013 : Bounty Killer : Drifter
- 2016 : Dead South : Hildegard Charmington
- 2016 : Selling Isobel : Mark

### Télévision
- 1995 : Emmerdale Farm : Daniel Weir (11 épisodes)
- 1996-1997 : Island : Philip Kennedy (12 épisodes)
- 1997-1998 : Coronation Street (30 épisodes)
- 2000 : North Square : Stuart Pound
- 2002 : The Legacy (téléfilm) : Sam Maddux
- 2002 : L'Île de l'étrange : Marc Tyler (pilote)
- 2003 : Hélène de Troie (mini série TV) : Pâris
- 2004 : Les Experts : Miami : Morgan Coleman (saison 3, épisode 11)
- 2007 : NCIS : Enquêtes spéciales : Lieutenant Roy Sanders (saison 4, épisode 16)
- 2007 : Ghost Whisperer : Matt Murphy (Saison 3, épisode 3)
- 2008 : Emily's Reasons Why Not : Vincent (saison 1, épisode 2)
- 2010 : Meurtre à l'irlandaise (Madso's War) (téléfilm) : Madso Madden
- 2011 : Nikita : Voss (saison 1 épisode 14)
- 2012 : Mon oncle Charlie : Nigel (saison 9, épisodes 15 et 17)
- 2015 : Castle : Clint Granger (saison 7, épisode 16)